# Idskenhuizen
Idskenhuizen (Fries: Jiskenhuzen) is een dorp in de gemeente De Friese Meren, in de Nederlandse provincie Friesland. Idskenhuizen ligt ten zuidwesten van Joure, tussen Sint Nicolaasga en het Koevordermeer met de uitloper, het Idskenhuistermeer. In 2023 telde het dorp 500 inwoners.

## Geschiedenis
Het dorp is in de Middeleeuwen ontstaan op een iets hoger gelegen zandgrond. De plaats werd vanaf de 15e eeuw vermeld als Eesken hwsen, Eeskenhuijssen, Yskenhuyse, Ischenhuizen en Idskenhuysen. De plaatsnaam zou verwijzen naar een nederzetting van de persoon Eesk(e).
Mogelijk is de plaats die in 1275 als Beyraburim werd vermeld een voorloper van Idskenhuizen. De naam duikt in 1440 nogmaals op, als Bayraburum, maar daarna niet meer. Deze plaats zou vernoemd zijn naar de familienaam Beyra.
In de 17e eeuw was het rechthuis van de grietenij Doniawerstal gevestigd in Idskenhuizen. Maar daarna moet het dorp flink leeggelopen zijn want in de 18e eeuw bestond de plaats nog maar uit zeven boerderijen en was veel land omgezet in bos. In 1840 was er bij een volkstelling sprake van 44 huizen, waarin 296 bewoners woonden. De groei zette in de 20ste eeuw door. 
Tot 1 januari 1983 lag Idskenhuizen in de gemeente Doniawerstal waarna de plaats in de gemeente Skarsterlân lag. Per 2014 ligt Idskenhuizen in de gemeente De Friese Meren.

## Toerisme
In de loop van de twintigste eeuw is het toerisme toegenomen in en bij het dorp. Naast de jachthaven van het dorp ligt een vakantiepark/dorp, Recreatiepark Idskenhuizen. 

## Sport
De voetbalvereniging, VVI bestaat sinds 1946.
Zeil- en Surfschool Neptunus werd in 1969 opgericht en is gehuisvest in de voormalige Hervormde kerk.

## Cultuur
De fanfare, Crescendo is opgericht rond 1920 en later samengegaan met de in 1947 opgeheven fanfare Advendo.
Daarnaast is er het Dorphuis de Stjelp.

## Kerk
De huidige kerk van Idskenhuizen, is een PKN-kerk uit 1889. In het dorp zijn ook nog restanten te vinden van een oudere kerk.

## Geboren in Idskenhuizen
- Egbert Douwes, grondlegger van de koffiehandel "De witte os", die later zou uitgroeien tot het koffie- en theeconcern Douwe Egberts
- Thea Sybesma (1960), triatlete en duatlete

Hoofdplaats: Joure     Stad: Sloten

Dorpen en gehuchten: Akmarijp · Bakhuizen · Balk · Bantega · Boornzwaag · Broek · Delfstrahuizen · Dijken · Doniaga · Echten · Echtenerbrug · Eesterga · Elahuizen · Follega · Goingarijp · Harich · Haskerhorne · Idskenhuizen · Kolderwolde · Langweer · Legemeer · Lemmer · Mirns · Nijehaske · Nijemirdum · Oldeouwer · Oosterzee · Oudega · Oudehaske · Oudemirdum · Ouwster-Nijega · Ouwsterhaule · Rijs · Rohel · Rotstergaast · Rotsterhaule · Rottum · Ruigahuizen · Scharsterbrug · Sint Nicolaasga · Sintjohannesga · Snikzwaag · Sondel · Terhorne · Terkaple · Teroele · Tjerkgaast · Vegelinsoord · Wijckel

Buurtschappen: Ballingbuur · Bargebek · Boornzwaag over de Wielen · Brekkenpolder · Commissiepolle · De Rijlst · Delburen · Finkeburen · Heide · Hooibergen · Nieuw Amerika · Onland · Schoterzijl (deels) · Schouw · Spannenburg · Tacozijl · Trophorne · Tweehuis · Vierhuis · Vrisburen · Westerend-Harich · Zevenbuurt

Friesland: Steden en dorpen      Nederland: Provincies · Gemeenten